# Бадени
Бадени (пол. Badeni, укр. Бадені) — польский и галицкий шляхетский и графский род герба Боньча.
В империи Габсбургов род Бадени подтвердил своё шляхетское происхождение в королевстве Галиции и Лодомерии..
Род Бадени герба «Боньча» происходит из Волощины, а точнее, местности вблизи города Сучава (современная Румыния). В 1659 году его представители переселились во Львов. Родоначальником коропецких Бадени является Ян Бадени (пол. Jan Kanty Badyni), епископ краковский.
Его сын — Себастьян Бадени († 1779), его потомки:
- Мартин Бадени (1751 — 29.09.1824)— польский государственный деятель; член государственного совета в. кн. Варшавского, после 1819 г. сенатор, воевода и председатель высшего суда королевства Польского, с 1820 г. министр юстиции;
- Станислав Адам Бадени (1746-1824):
  - Игнатий Бадени(1786—1859) — занимал высокие государственные должности в Вене, Кракове и в великом герцогстве Варшавском;
  - Казимир Бадени, (1792-1854):
    - граф Владислав Бадени (19.05.1819—10.06.1888) — один из наиболее выдающихся депутатов на сейме в Галиции; благодаря ему в Галиции были проведены около 3500 км новых дорог:
      - граф Бадени, Казимир Феликс (1846—1909) — австрийский государственный деятель.
      - Станислав Бадени (7.09.1850 — 12.10.1912) — политик. В 1895—1901 и 1903—1912 годах — маршал (спикер) сейма Галичины:
        - Самый младший сын маршала — Стефан (1885—1961) и его жена княгиня Мария Яблоновская (1891—1941) были последними владельцами Коропца. В сентябре 1939-го, спасаясь от большевиков, они эмигрировали в Будапешт. Стефан как польский патриот был заключен в нацистский концлагерь Маутхаузен и чудом выжил. Известно, что последние годы жизни он провел в Дублине:
          - Ян Бадени (1921—1995) в годы Второй мировой войны воевал в английской армии. После войны жил в Лондоне:
            - Софья (1918—1951) умерла в Токио, куда был откомандирован на дипломатическую работу её муж Джон Уилсон:
              - Людвиг Баворовский, проживает в Лондоне и занимается социальной работой. Самый молодой из рода Бадени, сын Людвига Серафим — в 2009 студент